# Солдано
Солда̀но (на италиански: Soldano; на лигурски: Soudàn, Соудан) е село и община в Северна Италия, провинция Империя, регион Лигурия. Разположено е на 80 m надморска височина. Населението на общината е 985 души (към 2011 г.).